# ماركوس هوريسون
ماركوس هوريسون ريريهينا (بالإندونيسية: Markus Haris Maulana)‏، من مواليد 14 مارس 1981 في بانغكالان براندان في أندونيسيا، لاعب كرة قدم أندونيسي.
بدأ مسيرته الكروية مع نادي لانغاكات في موسم 2000/2001، وفي موسم 2001/2002 انتقل إلى نادي باتام، وفي موسم 2002/2003 انتقل إلى نادي بنجاي، ومنذ عام 2003 وهو يلعب مع نادي ميدان.
وقد بدأ باللعب مع منتخب أندونيسيا لكرة القدم في عام 2007.

## روابط خارجية
- ماركوس هوريسون على موقع قاعدة بيانات كرة القدم.إي يو (الإنجليزية)
- ماركوس هوريسون على موقع ناشيونال فوتبول تيمز (الإنجليزية)
- ماركوس هوريسون على موقع Soccerway.com (الإنجليزية)